# تيبور ناغي
تيبور ناغي (بالمجرية: Nagy Tibor)‏ (14 أغسطس 1991 في المجر - ) هو لاعب كرة قدم مجري في مركز الدفاع. لعب مع نادي أويبست ونادي بودابست وSzigetszentmiklósi TK ‏.

## وصلات خارجية
- تيبور ناغي على موقع اتحاد المجر (الهنغارية)
- تيبور ناغي على موقع قاعدة بيانات كرة القدم.إي يو (الإنجليزية)
- تيبور ناغي على موقع Soccerway.com (الإنجليزية)